# Uragano sul Po
Uragano sul Po (Liebe) è un film del 1956 diretto da Horst Hächler.

## Trama
Nanni Hardig è una ricca ragazza viziata, che ritiene di ottenere i suoi desideri coi capricci. Un giorno incontra il violinista Andrea, di cui si innamora. Andrea però la respinge perché è promesso a sua sorella maggiore Beatrice Hardig. La loro passione però si rivelerà durante una improvvisa alluvione che coinvolge il paese.

## Produzione
Il film è tratto dal romanzo Vor Rehen wird gewarnt di Vicki Baum.
Secondo alcune fonti il film prende inoltre spunto da un'alluvione nel Polesine del 1926; secondo altre di una del 1920.
Nel film sono presenti stralci di filmati dell'alluvione del Polesine del novembre 1951.
Giorgio Arlorio lavorò in qualità di aiuto regista. Raf Vallone prese parte alla scrittura dei dialoghi dell'edizione italiana. L'edizione tedesca e quella italiana differiscono sui nomi dei protagonisti: Anna Ballard e Andrea Ambaros l'edizione teutonica, Nanni Hardig e Andrea Corsi quella italiana.

### Riprese
Le riprese degli interni iniziarono negli stabilimenti CCC di Berlino.
Gli esterni furono girati in Italia, in prevalenza nel Polesine, nella zona di Adria, tra cui Mazzorno Sinistro e di Rovigo, tra cui Polesella, Canaro (l'osteria già ripresa in Ossessione) e Occhiobello; le ultime scene furono girate tra i canali di Venezia e qualche interno nel palazzo Muti Baglioni.
Per la scena finale del film, girata nella stazione di Prozzolo, frazione di Camponogara, la produzione ottenne dalla Società Veneta il prestito della locomotiva e dei vagoni della celebre Vaca Mora, treno che conduceva gli operai della campagna veneta a Mestre e Marghera.

## Distribuzione
In Italia è stato distribuito anche col titolo Un contrastato grande amore.

## Critica
(La Stampa, 7 luglio 1957)